# Minecraft (книга)
«Minecraft: Неправдоподібна пригода Маркуса «Нотча» Перссона та гри, що змінила все» (англ. «Minecraft: The Unlikely Tale of Markus "Notch" Persson and the Game That Changed Everything») — книга, що була написана Деніелом Ґолдберґом і Лінусом Ларссоном про історію популярної відеогри Minecraft і його творця Маркуса «Нотча» Перссона. Книга вийшла 17 жовтня 2013 року.

## Зміст
Цілком унікальний і глибокий погляд на творця Minecraft Маркуса «Нотча» Перссона та його шлях від невідомого програміста до мультимільйонера, ікони міжнародного ігрового бізнесу. Minecraft, гра «віртуальне LEGO», яку Маркус створював у вільний час, стала однією з найбільш обговорюваних розваг з часів гри Тетріс. Про неї говорять десятки мільйонів людей. Це історія про малоймовірний успіх, швидкі гроші та силу цифрових технологій, здатних похитнути імперію. Це історія про творення, почуття, що ти не вписуєшся в систему.
Тут Маркус уперше розповідає про своє життя. Про свою стару шкільну парту, заповнену деталями конструктора LEGO. Про перший комп'ютер, який приніс додому його батько. А також про те, як він ріс у сім'ї, де панували наркоманія та конфлікти. Але насамперед це історія про народження технічного візіонера.
У книзі описано, як Маркуса Перссона надихнули на створення своєї гри такі проєкти, як Dungeon Keeper, Dwarf Fortress і Infiniminer, і як він був переконаний, що з самого початку був на шляху до чогось великого. У ньому також описано, як Перссон документував розробку відкрито та в постійному діалозі з гравцями
Маркус «Нотч» Перссон не просто створив Minecraft — він утілив у коді власну філософію свободи, творчості та бунту проти встановлених рамок. Його історія — не про успішного розробника, а про дитину, яка з конструктором LEGO у руках намагалася збудувати світ, у якому почувався би захищеним. Minecraft — це більше ніж гра. Це втеча, терапія, спосіб виразити себе без потреби словами.
Ідея з хаосу: як хаос життя став каталізатором створення Minecraft виник не з інженерного розрахунку, а з емоційної потреби. Ідея гри, що поєднує інтуїтивну будову світу (як у LEGO) із глибоким механізмом виживання (як у Dwarf Fortress), народилася як спроба створити щось своє у світі, який здавався чужим. У цьому контексті гра — відлуння життя в родині, де панували конфлікти, нестабільність і брак безпеки